# Spoorlijn Skjern - Videbæk
De spoorlijn Skjern - Videbæk, was een lokale spoorlijn tussen Skjern en Videbæk van het schiereiland Jutland in Denemarken.

## Geschiedenis
In januari 1918 werd begonnen met de aanleg van de lijn die geopend werd op 15 november 1920. Tot 1955 heeft er personenvervoer plaatsgevonden, daarna tot 1981 nog goederenvervoer waarna de lijn werd gesloten.

## Huidige toestand
Thans wordt de lijn uitgebaat door de Videbæk-Skjern Veteran- og Modeljernbane die spoorfietsen verhuurt.